# 三里塚事件
三里塚事件（さんりづかじけん）とは、1954年（昭和29年）2月17日に千葉県成田市三里塚で発生した殺人事件。

## 事件の概要
1954年（昭和29年）2月17日、千葉県成田市三里塚の駄菓子屋の女性（当時58歳）が自宅で殺害された。同年4月17日、店の常連客である近所の男子高校生の少年（当時18歳）が逮捕された。1955年（昭和30年）7月6日、1審の千葉地裁は無期懲役の判決を下し、高裁判決を経て1963年（昭和38年）2月21日、最高裁は上告を棄却し無期懲役が確定した。
少年は服役し1977年（昭和52年）3月に千葉刑務所を仮出所したが、翌1978年（昭和53年）8月に病死（享年42）した。

## 弁護活動
2審からは正木ひろしが精力的に弁護にあたり、被告人の無罪を訴え「ある殺人事件」を出版するなどした。
弁護側の主張は次のとおりである。
- 凶器は自宅にあった竹割りとされたが、竹割りには血痕が付着していない
- 凶器は和裁用のコテである
- 鑑定人を務めた古畑種基や宮内義之介の鑑定結果が何度も変わったのはおかしい

しかし、再審請求はすべて却下された。現在は再審請求などはされていない模様。

## 関連書籍
- 正木ひろし『ある殺人事件』（光文社）